# Kreis Bensheim

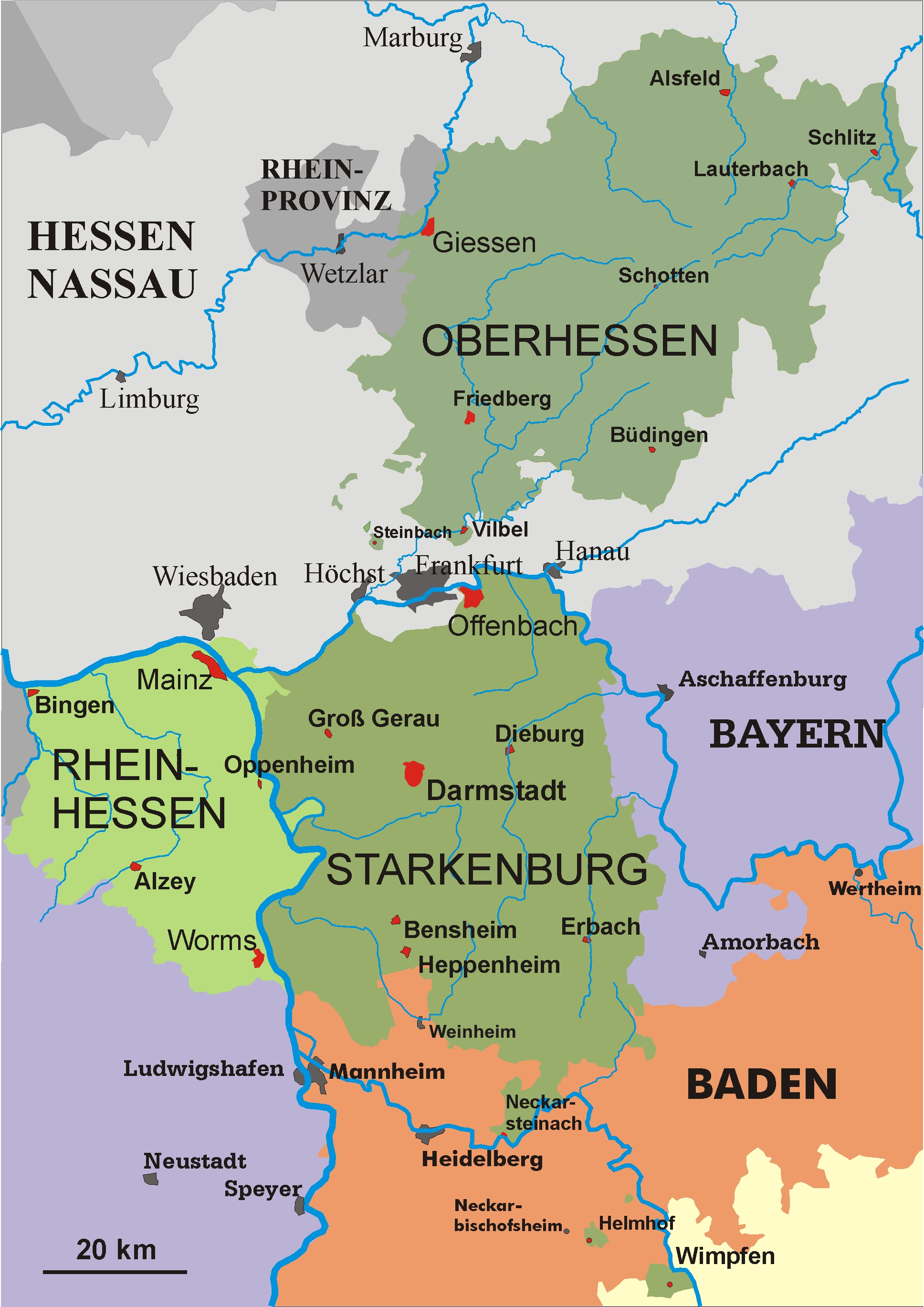
Hessen im Jahr 1930

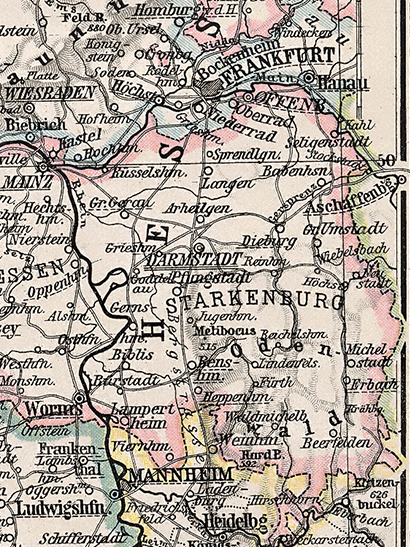
Karte der Provinz Starkenburg

Der Kreis Bensheim war ein Kreis im Großherzogtum Hessen und ab 1918 im Volksstaat Hessen. Er bestand vom 20. August 1832 bis zum 1. November 1938. Kreisstadt war Bensheim.

## Geografische Lage
Der Kreis Bensheim lag im Süden der Provinz Starkenburg des Großherzogtums Hessen.

## Geschichte

### Territorialgeschichte

#### Vorgeschichte
Nach der Gründung der Provinzen im Großherzogtum Hessen 1815 wurden die überkommenen Ämter als unterste staatliche Verwaltungseinheit zunächst beibehalten.
Nach der Verkündigung der Verfassung des Großherzogtums Hessen am 17. Dezember 1820 folgte am 14. Juli 1821 eine umfassende Justiz-, Verwaltung- und Gebietsreform. Rechtsprechung und Verwaltung wurden getrennt und die Aufgaben der überkommenen Ämter in Landratsbezirken – zuständig für die Verwaltung – und Landgerichten – zuständig für die Rechtsprechung – neu organisiert. Dabei entstand auch der Landratsbezirk Bensheim.

#### Gründung
1832 folgte eine weitere Gebietsreform: Viele Landratsbezirke wurden mit anderen zusammengelegt. Aus dem Landratsbezirk Bensheim und dem Landratsbezirk Heppenheim entstand der Kreis Bensheim.
Heppenheim sollte dabei ursprünglich in den Kreis Bensheim eingegliedert werden. Noch vor dem Inkrafttreten der Verordnung zum 15. Oktober 1832 wurde diese aber dahingehend revidiert, dass statt des Kreises Lindenfels und neben dem Kreis Bensheim der Kreis Heppenheim als zweiter Kreis gebildet, die Stadt Heppenheim mithin nicht in den Kreis Bensheim eingegliedert wurde.

#### Entwicklung
In der Folgezeit kam es zu einer Reihe territorialer Veränderungen:
1839
1839 wurden mit Wirkung zum 15. Januar 1840 die folgenden Orte des Schönberger- und Zeller-Tals vom Kreis Heppenheim getrennt und dem Kreis Bensheim zugeschlagen
Schönberg, Zell, Gronau, Elmshausen, Wilmshausen, Reichenbach, Hohenstein (heute ein Forsthaus in der Gemarkung Reichenbach), Lautern, Gadernheim, Ober- und Unter-Raidelbach mit den zugehörigen Höfen, Mühlen und einzelnen Häusern.
Die gleiche Verordnung verfügte, dass die Orte Viernheim und Lampertheim mit Hüttenfeld vom Kreis Bensheim in den Kreis Heppenheim eingegliedert wurden.
1848 / 1852
Im Zuge der Revolution von 1848 im Großherzogtum Hessen wurden die beiden Kreise Bensheim und Heppenheim zum Regierungsbezirk Heppenheim vereinigt. Diese Verwaltungsreform wurde im Zuge der Reaktion 1852 jedoch prinzipiell rückgängig gemacht. Dabei entstand ein neu abgegrenzter Kreis Bensheim aus Teilen der Landgerichtsbezirke Gernsheim und Zwingenberg.
Ende 1852 lebten im Kreis Bensheim in 38 Orten 29.832 Einwohner.
1874
Im Zuge der 1874 im Großherzogtum Hessen nach preußischem Vorbild vorgenommenen Reform der Kreisverfassung kam es erneut zu Gebietsänderungen:
- Die Gemeinde Malchen wechselte aus dem Kreis Bensheim in den Kreis Darmstadt.
- Die Gemeinden Gernsheim und Klein-Rohrheim wechselten aus dem Kreis Bensheim in den Kreis Groß-Gerau.
- Die Gemeinden Bobstadt, Bürstadt, Groß-Hausen, Hofheim, Klein-Hausen, Lampertheim und Lorsch wechselten aus dem Kreis Heppenheim in den Kreis Bensheim.
- Die Gemeinden Glattbach, Knoden, Kolmbach, Laudenau, Lindenfels, Schannenbach, Schlierbach, Seidenbach, Seidenbuch, Winkel und Winterkasten wechselten aus dem aufgelösten Kreis Lindenfels in den Kreis Bensheim.[8]

1937
Die damals geschaffene Struktur hatte mehr als sechs Jahrzehnte Bestand. Am 3. Oktober 1937 wurde der neu entstandene Erbhöfeweiler Rosengarten, der auf Teilgebieten von Bürstadt, Hofheim und Lampertheim entstanden war, aus dem Kreis Bensheim ausgegliedert und in die Stadt Worms eingemeindet.

#### Ende
Ab 1936 wurde die bis dahin entstandene innere Struktur des nunmehrigen Volksstaat Hessen schrittweise aufgelöst: 1936 erfolgte die Auflösung der Provinzial- und Kreistage, 1937 wurden die drei Provinzen Starkenburg, Oberhessen und Rheinhessen abgeschafft und zum 1. November 1938 in Hessen eine einschneidende Gebietsreform durchgeführt, durch die auch der Kreis Bensheim aufgelöste wurde:
- Der größte Teil des Kreises wurde dem Kreis Heppenheim zugeschlagen, der in Landkreis Bergstraße umbenannt wurde und Rechtsnachfolger des Kreises Bensheim wurde.[9]
- Die Gemeinden Alsbach, Balkhausen, Bickenbach, Hähnlein, Jugenheim, Ober-Beerbach und Seeheim wechselten in den Landkreis Darmstadt.[10]
- Die Gemeinden Biblis, Bobstadt, Bürstadt, Groß-Rohrheim, Hofheim, Lampertheim, Nordheim, Riedrode und Wattenheim wechselten in den Landkreis Worms, der aus dem Kreis Worms in der Provinz Rheinhessen hervorging.[11]

Als „Entschädigung“ für den verlorenen Kreissitz bekam Bensheim die Kreisleitung der NSDAP. Die so geschaffene Kreiseinteilung des Volksstaates hatte zunächst bis zum Kriegsende 1945 Bestand. Nach Kriegsende entbrannte ein Streit zwischen den beiden traditionell rivalisierenden Städten Bensheim und Heppenheim um den Kreissitz. Erst 1956 wurde Heppenheim endgültig als Kreisstadt bestätigt.

### Leitende Beamte

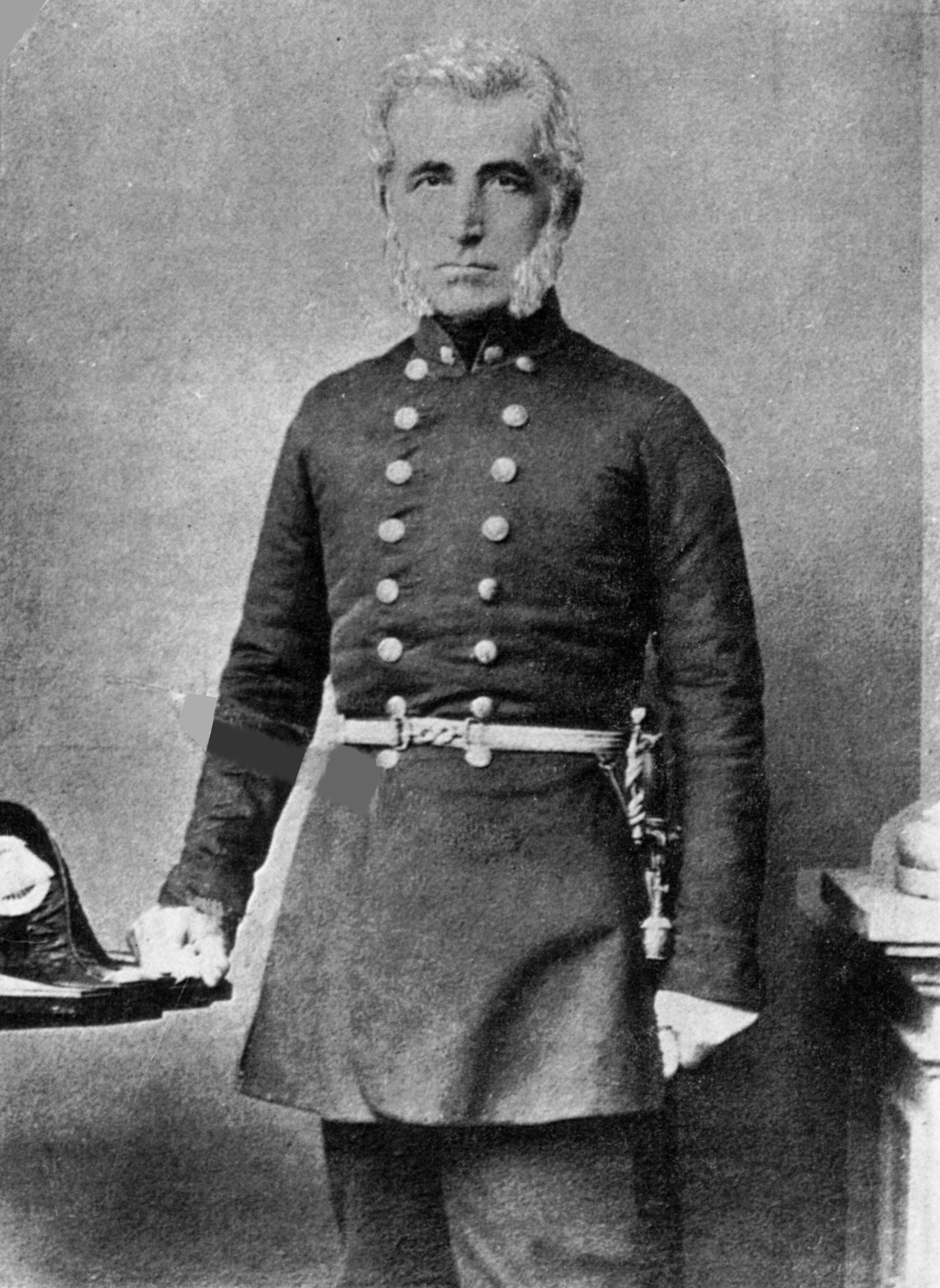
Friedrich Müller, Kreisrat 1859–1863

Nachfolgend gelistete Beamte standen an der Spitze der Kreisverwaltung
Kreisräte
- 1832–1848 Peter Josef von Rüding

Von 1848 bis 1852 gab es im Großherzogtum Hessen keine Kreise. Die Aufgaben wurden von Regierungsbezirken wahrgenommen.
- 1852–1858 Peter Camesasca
- 1858–1859 Friedrich Ludwig Johann Schaaf (kommissarisch)
- 1859–1863 Friedrich Müller
- 1863–1867 Egid von Rüding
- 1867–1872 Heinrich Knorr
- 1872–1888 Julius Usinger
- 1888–1894 Hermann von Bechtold
- 1894–1903 Franz Gros
- 1903 Eduard Wallau (21. Oktober 1903–31. Oktober 1903[13])
- 1903–1917 (1924) Kurt Eckstein

Kreisdirektor
- (1903) 1917–1924 Kurt Eckstein
- 1924–1934 Theodor Reinhart
- 1934 Karl Jann
- 1934–1938 Karl Meisel

### Einwohnerentwicklung
Die Entwicklung der Einwohnerzahlen im Kreis Bensheim:
| Datum | Einwohner |
| ----- | --------- |
| 1852  | 29.832    |
| 1900  | 55.916    |
| 1910  | 65.760    |
| 1925  | 72.863    |
| 1933  | 78.917    |

## Gemeinden
Der Landkreis umfasste am 1. Januar 1908 folgende Kommunen:
| - Alsbach (heute zu Alsbach-Hähnlein) - Auerbach (heute zu Bensheim) - Balkhausen (heute zu Seeheim-Jugenheim) - Beedenkirchen (heute zu Lautertal) - Bensheim, Stadt - Biblis - Bickenbach - Bobstadt (heute zu Bürstadt) - Bürstadt - Elmshausen (heute zu Lautertal) - Fehlheim (heute zu Bensheim) - Gadernheim (heute zu Lautertal) - Glattbach (heute zu Lindenfels) - Gronau (heute zu Bensheim) - Groß-Hausen (heute zu Einhausen) - Groß-Rohrheim | - Hähnlein (heute zu Alsbach-Hähnlein) - Hochstädten (heute zu Bensheim) - Hofheim (heute zu Lampertheim) - Jugenheim (heute zu Seeheim-Jugenheim) - Klein-Hausen (heute zu Einhausen) - Knoden (heute zu Lautertal) - Kolmbach (heute zu Lindenfels) - Lampertheim - Langwaden (heute zu Bensheim) - Laudenau (heute zu Reichelsheim (Odenwald)) - Lautern (heute zu Lautertal) - Lindenfels, Stadt - Lorsch - Nordheim (heute zu Biblis) - Ober-Beerbach (heute zu Seeheim-Jugenheim) - Raidelbach (heute zu Lautertal) | - Reichenbach (heute zu Lautertal) - Rodau (heute zu Zwingenberg) - Schannenbach (heute zu Lautertal) - Schlierbach (heute zu Lindenfels) - Schönberg (heute zu Bensheim) - Schwanheim (heute zu Bensheim) - Seeheim (heute zu Seeheim-Jugenheim) - Seidenbach (heute zu Fürth) - Seidenbuch (heute zu Lindenfels) - Staffel (heute zu Lautertal) - Wattenheim (heute zu Biblis) - Wilmshausen (heute zu Bensheim) - Winkel (heute zu Lindenfels) - Winterkasten (heute zu Lindenfels) - Zell (heute zu Bensheim) - Zwingenberg, Stadt |

Wilmshausen wurde von der Gemeinde Elmshausen mitverwaltet und 1907/1910 als Ortsteil nach Elmshausen eingegliedert. Groß-Hausen und Klein-Hausen wurden am 1. April 1937 zur neuen Gemeinde Einhausen zusammengeschlossen. Am 10. Juli 1936 wurde aus Teilen von Bürstadt, Klein-Hausen und Lorsch die neue Gemeinde Riedrode gebildet.